# Les Kangoo
Les Kangoo je francuska animirana TV serija u kojem glavnu ulogu igraju petorica mladih klokana košarkaša (Kangooa) koji žive na otoku Sierra Kangoo sa svojim starim i mudrim učiteljem Djangoom. Napravljeno je ukupno 65 epizoda koje su se prikazivale od 1996. do 1999. godine.

## Radnja
Kangoo su mladi klokani košarkaši koje trenira Sammy koji ima narančastu kosu i žutu majicu. S njima živi i Sammyjeva simpatična kćer Tiffany koja navija za njih tijekom utakmica. Oni putuju po svijetu u svojem simpatičnom crveno-plavo-bijelom zrakoplovu i prihvaćaju izazove najboljih igrača košarke i skoro svaki put pobjede u igri. Ali, to nije sve. Njihov zadatak nije samo da se natječu i pobjeđuju u košarci, već i da spašavaju svijet od opasnih zločinaca i neprijatelja. Njihov najveći neprijatelj je Mister D koji se želi dočepati posebne Zlatne Biljke koja raste na njihovom otoku Sierra Kangoo. Ta biljka ima posebne moći koje bi Mister D-iju i ostalim neprijateljima dale sposobnost da postanu gospodari svijeta i da teroriziraju sve stanovnike na njemu. Srećom, otok ima posebni magnetski štit koji sprečava neprijatelje da dođu na otok i ukradu Zlatnu Biljku. Taj štit aktivira Djangoo pomoću daljinskog upravljača kada klokani u svojem zrakoplovu odu na neki stadion da bi odigrali košarku.
Kada je u pitanju pobjeda u košarci i borba protiv opasnih zlikovaca, tu im nema premca. Hrabro se bore protiv svake zle sile i prihvaćaju sve izazove bez obzira na sve.

### Likovi
- Napo: on je hrabri vođa ekipe i nosi crvenu kapu i majicu te se ničega ne boji. Želi da ga svi slušaju i mrzi kad se netko suprotstavlja njegovim naređenjima.

- Archie: on je pravi matematičar i stručnjak za računala i tehnologiju, a ponekad se zna ponašati smiješno i tupavo. Nosi žutu majicu, kapu i naočale. Ostalima ponekad ide na živce kada počne pričati na svoj stručni i matematički način. Ipak, svojim vrhunskim matematičko-informatičkim sposobnostima često puta uspješno rješava probleme.

- Nelson: on nosi bijelu majicu i pilotira zrakoplovom te je pravi je džentlmen. Riječ je o stručnjaku koji je spretan u rješavanju mehaničkih problema. Često surađuje s Archijem u rješavanju raznih računalnih i tehničkih problema.

- Kevin: on je pravi borac koji uvijek prvi ulijeće u borbu. Nosi crni povez preko glave i crne narukvice te ima jake mišiće zato što je pravi stručnjak za borilačke vještine i istinski borac. Lako ga je naljutiti i želi se tući sa svakim tko mu se suprotstavi. Posebno je ljut kada neprijatelji naprave nešto loše i zbog toga ih pretuče čim uhvati priliku. Kada se naljuti, uvijek kaže: "Izazvat ću nesreću!"

- Junior: on je najmlađi od svih i uvijek se ponaša djetinjasto. Totalno je lijen i odmara se na ležaljci na otoku Sierra Kangoo. Pravo je derište, a svaki put kada se dogodi nešto jako dobro ili loše, on kaže: "Ekstra!" Zbog toga se svi naljute na njega i ponove mu: Ekstra! Ipak, dobro im dođe u ekipi kada je u pitanju pobjeđivanje u košarci i sređivanje zlikovaca.

Najveći neprijatelji klokana su:
- Mister D: on je vampir i ima sposobnost da se pretvara u razne životinje, posebno kad je ljut. Jako je opasan, agresivan i bijesan kada se naljuti. Najčešće se pretvara u slijepog miša kada namjerava izvršiti neki zli plan ili kada izgubi bitku. Ima jako opasne izume i stalno izmišlja nove i opasne formule kojima želi uništiti Kangooe i zavladati svijetom, što mu više puta i uspije, ali Kangooi na kraju ipak uspiju riješiti stvar i pobijediti tog opasnog zlikovca zbog čega on postane jako bijesan. Usprkos svemu, nikada se ne predaje i uvijek ima nove zle planove.

- Vipera: riječ je o nećakinji Mister D-ija koja se može pretvarati u pticu, morske zmije i ribe kad to poželi. Uvijek napravi nekakav opasni koktel ili formulu kojom često puta uspije gadno nauditi Kangooima i drugim ljudima. Prepuna je ljutnje, osvete i mržnje, a od svega najviše mrzi Tiffany zbog njezine ljepote i zato joj uvijek pokušava nauditi. Srećom, Kangooi uvijek oslobode Tiffany od svake opasnosti koju je Vipera pripremila.

- Sultan Robur
- Roxana: Roburova djevojka
- Grof Janus
- Don Marcos: brat Mister D-ija

## Vanjske poveznice
- Les Kangoo na IMDB.com
- Planete-Jeunesse.com